# Classiculomycetes
Classiculomycetes é uma classe de fungos do subfilo Pucciniomycotina dos Basidiomycota. Esta classe contém uma única ordem, Classiculales, que por sua vez contém uma só família, Classiculaceae. Esta família contém dois géneros monotípicos.